# Norton Buffalo

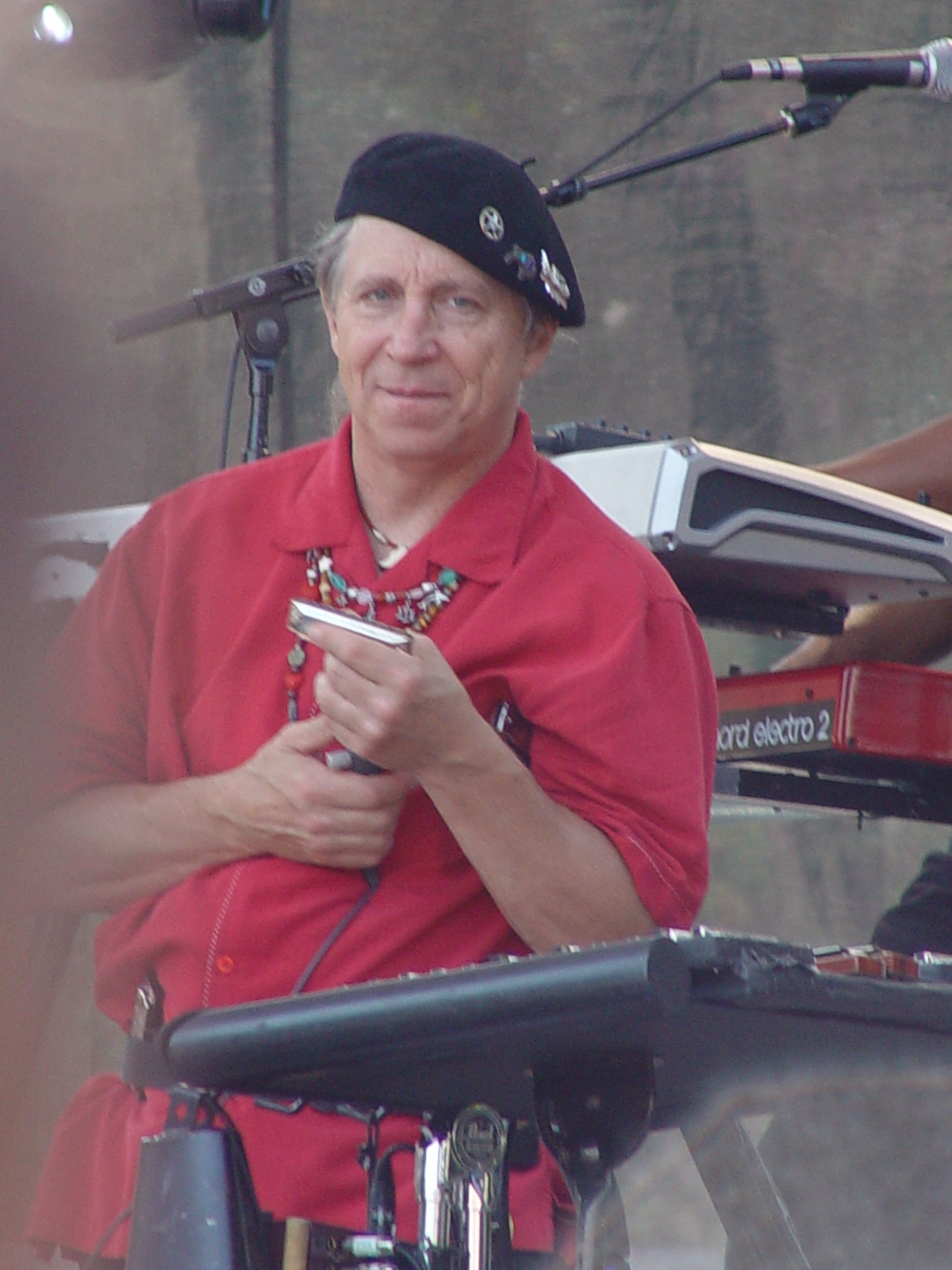
Norton Buffalo (2006)

Norton Buffalo (* 28. September 1951 in Oakland, Kalifornien als Phillip Jackson; † 30. Oktober 2009 in Paradise, Kalifornien) war ein amerikanischer Harmonikaspieler, der in den verschiedensten  Stilrichtungen (Rock, R&B, Blues, Country und  Jazz) zu Hause war. Auch als Produzent, Schauspieler und Sessionmusiker trat er in Erscheinung.

## Leben
Buffalo wurde 1951 als Sohn eines Harmonikaspielers in Oakland geboren, wuchs aber in Richmond auf. Schon auf der Highschool spielte er bei verschiedenen Bands. Zu Beginn der 1970er-Jahre war er in verschiedenen Gruppen aus der Bay Area tätig, so z. B. Clover, The Moonlighters und Elvin Bishop.
Seine größten Erfolge feierte er als Mitglied der Steve Miller Band, der er 32 Jahre angehörte. Als Sessionmusiker trat er bei beinahe zweihundert Alben in Erscheinung, darunter bei Aufnahmen von The Doobie Brothers, Bonnie Raitt, Johnny Cash und Elvin Bishop. Eine Coverversion seines Songs „Ain’t No Bread in the Breadbox“ wurde von der Jerry García Band oft gespielt und befindet sich auch auf dem Livealbum „Shining Star“. Auch als Produzent trat er in Erscheinung (Wheatfield). 
Am 30. Oktober 2009 starb Buffalo im Alter von 58 Jahren an einem Bronchialkarzinom.

## Diskographie

### Alben
- Lovin’ in the Valley of the Moon, Capitol Records, 1977
- Desert Horizon, Capitol Records, 1978
- R & B (mit dem Slidegitarristen Roy Rogers) (Blind Pig, 1991)
- Travellin’ Tracks (mit Roy Rogers) (Blind Pig, 1992)
- It’s in the Air – Merl Saunders & the Rainforest Band (Summertone 1993)
- King of the Highway (Blind Pig Records, 2000)
- Roots of Our Nature (Blind Pig Records, 2003)
- The Spirit of Hawaiian Slack Key Guitar (Daniel Ho Creations, 2008)[3]

### Gastauftritte (Auswahl)
Die Zahl seiner Beiträge zu Aufnahmen anderer Künstler ist so umfangreich, dass hier nur eine kleine Auswahl eingefügt werden kann.
Eine ausführliche Diskographie gibt es auf der Homepage von Norton Buffalo.
- Bette Midler The Rose Atlantic
- Bonnie Raitt Sweet Forgiveness Warner Bros.
- Commander Cody We’ve Got a Live One Here Warner Bros.
- Commander Cody Flying Dreams Arista
- David Grisman DGQ20 Acoustic Disc
- Doobie Brothers Livin’ on the Faultline Warner Bros.
- Doobie Brothers Minute by Minute Warner Bros.
- Elvin Bishop This Skin I’m in Alligator
- Elvin Bishop Big Fun Alligator
- Steve Miller Band Book of Dreams Capitol[1]

## Auszeichnungen
Bay Area Music Awards 1977
- Best Newly Recorded Group
- Best Folk/Country/Bluegrass Album

Grammy Award 1979
- Record of the Year:Doobie Brothers What a Fool Believes

Bay Area Blues Society Awards 1989
- Best Blues Harmonica Player

Sonoma County Art Awards 1989
- Musician of the Year

Grammy Awards Nominierung 1992
- Best Country Instrumental Performance Norton Buffalo und Roy Rogers für Song for Jessica

## Filme
- Heaven’s Gate (1979)
- The Rose (1979)
- Blood Beach (1980)
- Eddie Macon’s Run (1983) schrieb die Filmmusik mit Mike Hinton
- Stacy’s Knights (1983) schrieb die Filmmusik mit Mike Hinton[1]